# Mannophryne lamarcai
Espèce
Statut de conservation UICN

 CR B1ab(iii) : 
En danger critique
Mannophryne lamarcai est une espèce d'amphibiens de la famille des Aromobatidae.

## Répartition
Cette espèce est endémique du Cerro Socopó dans l'État de Falcón au Venezuela. Elle se rencontre de 600 à 1 250 m d'altitude.

## Étymologie
Cette espèce est nommée en l'honneur de Enrique La Marca.

## Publication originale
- Mijares-Urrutia & Arends, 1999 : A new Mannophryne (Anura: Dendrobatidae) from western Venezuela, with comments on the generic allocation of Colostethus larandinus. Herpetologica, vol. 55, no 1, p. 106-114.